# فینال لیگ اروپا ۲۰۱۰
فینال لیگ اروپا ۲۰۱۰ رقابت پایانی لیگ اروپا در سال ۲۰۱۰ میلادی است که مابین دو تیم باشگاه فوتبال اتلتیکو مادرید و باشگاه فوتبال فولام برگزار شده‌است.
این مسابقه که در تاریخ ۱۲ مه ۲۰۱۰ انجام شده‌است، با نتیجه ۲ بر ۱ به سود تیم باشگاه فوتبال اتلتیکو مادرید به پایان رسید.